# Peptococcus niger
Peptococcus niger è una specie di batterio appartenente alla famiglia delle Peptococcaceae.